# 1376
1376 (MCCCLXXVI) je bilo prestopno leto, ki se je po julijanskem koledarju začelo na torek.

## Dogodki
- konec prve tajske države, Kraljestva Sukhotai (Ustanovljeno leta 1238)
- v tem letu nastane prvi ptujski statut

## Rojstva
- Sofija Bavarska, hči bavarskega princa Janeza II. in njegove žene, Katarine Goricijske

## Smrti
- 8. junij - Edvard, Črni Princ, angleški kronski princ, vojskovodja (* 1330)
- 1. september - Filip Orleanski, vojvoda Orléansa, Touraine, grof Valoisa (* 1336)
- Ludvik Évreuški, navarski princ, vojvoda Drača (* 1341)
- Nissim ben Ruven, katalonski judovski učenjak (* 1320)